# Fotomultiplicador de silicio

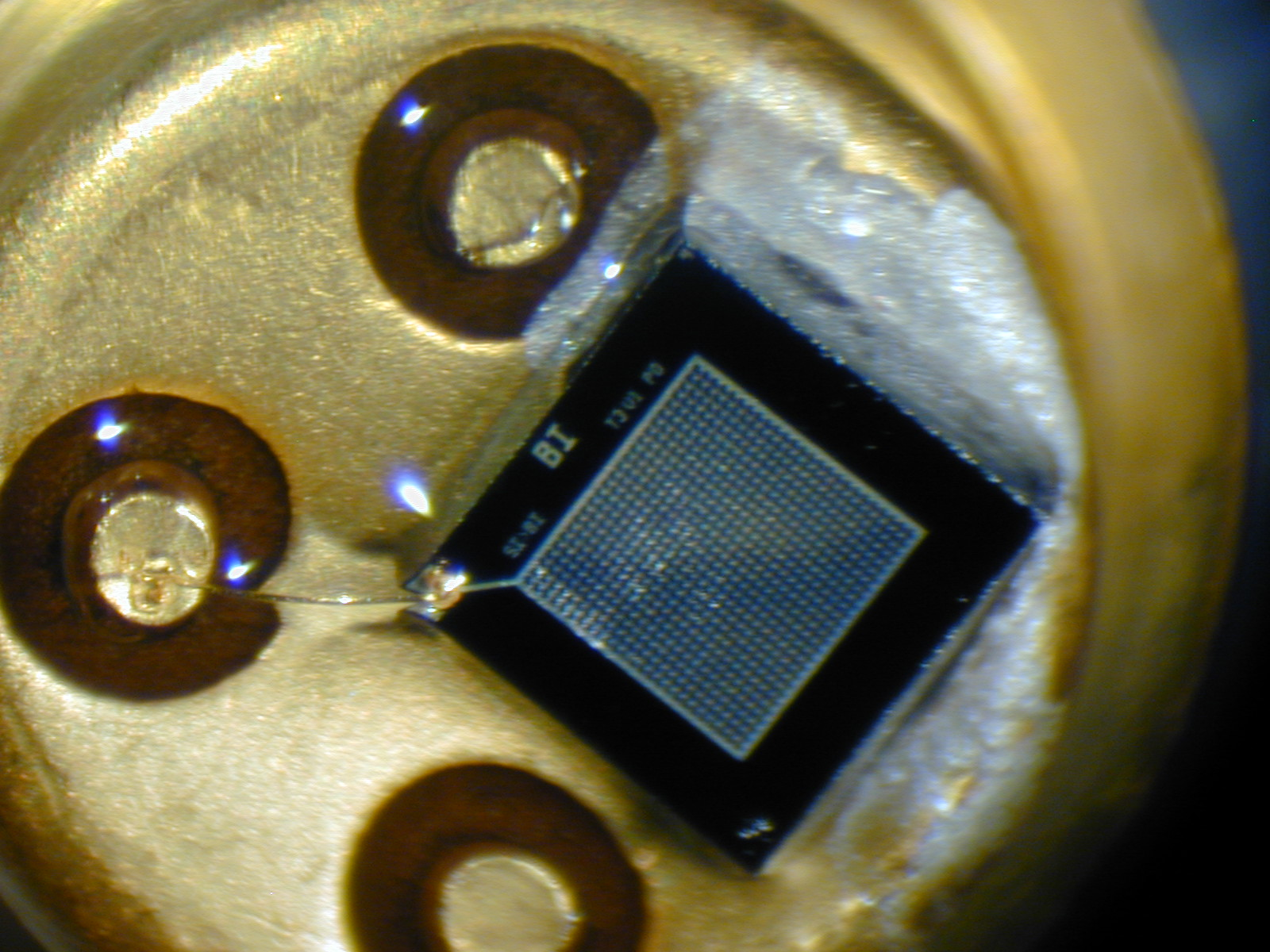
Un SiPM producido por la fundación FBK de Trento.

Un fotomultiplicador de silicio o SiPM es un detector de luz formado por una matriz de fotodiodos de avalancha (APDs) en un sustrato de silicio. Podría convertirse pronto en el sustituto del tradicional tubo fotomultiplicador. Cada fotodiodo de avalancha tiene un tamaño entre 20 y 100 micrómetros, y la matriz puede reunir hasta 1000 fotodiodos en un milímetro cuadrado. Cada uno de los fotodiodos de avalancha se opera en modo Geiger, o sea, produce una avalancha de electrones cuando recibe al menos un fotón e independientemente de su número o energía. El fotomultiplicador de silicio se opera con flujos de luz pequeños, de forma que no haya nunca más de un fotón por cada fotodiodo. De esta forma, basta con contar el número de fotodiodos que ha producido una avalancha para contar el número total de fotones que ha alcanzado el detector.
El voltaje con el que se opera depende de la tecnología del detector, pero típicamente está entre 25 y 70 voltios. Es por tanto, de 30 a 50 veces más bajo que el que se aplica a un tubo fotomultiplicador, lo que facilita su manipulación. 
Los SiPMs fueron inventados en Rusia en el Instituto de Moscú de Física e Ingeniería [1-5]. La idea original ha sido utilizada con numerosas variaciones por empresas como SensL, Photonique, Hamamatsu, Voxtel Inc. o STMicroelectronics.